# Eremobates dinamita
Eremobates dinamita är en spindeldjursart som först beskrevs av Roewer 1934.  Eremobates dinamita ingår i släktet Eremobates och familjen Eremobatidae. Inga underarter finns listade i Catalogue of Life.